# 西川町民スキー場
西川町民スキー場（にしかわちょうみんスキーじょう）は、山形県西村山郡西川町にあるスキー場。

## 概要
1983年12月にオープン。西川町の東部、寒河江川の北側・国道112号沿いに位置する。近くには山形自動車道も走行している。ファミリー向けなスキー場のため初級者・中級者向けのゲレンデとなっている。
スノーボードも利用可能。ナイターも営業している。
なお、リフト運営は同町内にある月山スキー場を運営している月山観光開発株式会社に委託している。

## アクセス
- 自動車
  - 山形自動車道西川インターチェンジより約8分。

## その他
無料駐車場あり。